# IC 2092
IC 2092 — галактика типу *3 (потрійна зірка) у сузір'ї Ерідан.
Цей об'єкт міститься в оригінальній редакції індексного каталогу.